# Gālesh Kolam
Gālesh Kolam (persiska: Gālesh Kolām, گالش کلم) är en ort i Iran.   Den ligger i provinsen Gilan, i den norra delen av landet, 200 km nordväst om huvudstaden Teheran. Antalet invånare är 664.
Terrängen runt Gālesh Kolam är mycket platt. Runt Gālesh Kolam är det ganska tätbefolkat, med 134 invånare per kvadratkilometer. Närmaste större samhälle är Langarud, 8,5 km väster om Gālesh Kolam. Trakten runt Gālesh Kolam består till största delen av jordbruksmark.